# Mořic Sasko-Zeitzský
Mořic Sasko-Zeitzský (28. března 1619 Drážďany – 4. prosince 1681 Zeitz) byl sasko-zeitzský vévoda z rodu Wettinů.

## Život
Mořic se narodil v Drážďanech jako nejmladší přeživší syn saského kurfiřta Jana Jiřího I. a jeho druhé manželky Magdaleny Sibylly Pruské.
Společně s bratry byl Mořic vychováván u dvora saského kurfiřta v Drážďanech. Z jeho učitelů zaujal význačnou roli polní maršál Kurt z Einsiedelu. Od srpna 1642 do září 1645 podnikl Mořic s bratrem Kristiánem kavalírskou cestu po severním Německu a Nizozemí.
V roce 1645, krátce po návratu domů, byl Mořic knížetem Ludvíkem I. Anhaltsko-Köthenským vybrán za člena společnosti Die Fruchtbringende Gesellschaft.
V roce 1650 byl Mořic řádem německých rytířů jmenován správcem Durynska. Za kancléře a předsedu konzistoře vybral vědce a teologa Veita Ludwiga von Seckendorff. Za soudního kaplana zvolil dramatika Johanna Sebastiana Mitternachta.
Kurfiřt Jan Jiří I. ve své poslední vůli z 20. července 1652 rozhodl o rozdělení albertinského území, což bylo vykonáno 22. dubna 1657 v Drážďanech. Mořic zdědil město Zeitz a stal se jeho prvním vévodou.
Aby měl Mořic vhodné oficiální sídlo, rozhodl se odstranit starý biskupský hrad a postavit nádhernou residenci v barokním stylu, kterou pojmenoval zámek Moritzburg. Stavba započala v roce 1657 a byla dokončena v roce 1678. Vévoda posléze na tomto zámku ve věku 62 let v roce 1681 zemřel.

## Manželství a potomci
19. listopadu 1650 se jednatřicetiletý Mořic v Drážďanech oženil s o jedenáct let mladší Žofií Hedvikou Šlesvicko-Holštýnsko-Sonderbursko-Glücksburskou (1630–1652), dcerou vévody Filipa Šlesvicko-Holštýnsko-Sonderbursko-Glücksburského. Mořicův bratr Kristián se zároveň oženil se Žofiinou mladší sestrou Kristianou. K příležitosti této dvojité svatby složil skladatel Heinrich Schütz operu Paris und Helena. Mořic měl se Žofií Hedvikou dva syny:
- 1. Jan Filip Saský (12. 11. 1651 Drážďany – 24. 3. 1652 tamtéž)[2]
- 2. Mořic Saský (26. 9. 1652 Drážďany – 10. 5. 1653 tamtéž)[3]

Po porodu druhého syna Žofie Hedvika 27. září 1652 zemřela a Mořic se 3. července 1656 ve Výmaru podruhé oženil se čtrnáctiletou Doroteou Marií Sasko-Výmarskou, nejmladší dcerou vévody Viléma. S druhou manželkou měl Mořic deset dětí:
- 1. Eleonora Magdaléna Sasko-Zeitzská (30. 10. 1658 Výmar – 26. 2. 1661 Drážďany)[4]
- 2. Vilemína Eleonora Sasko-Zeitzská (*/† 1659 Drážďany)[5]
- 3. Erdmuthe Dorotea Sasko-Zeitzská (13. 11. 1661 Naumburg – 29. 4. 1720 Merseburg)[6][7]
⚭ 1679 Kristián II. Sasko-Merseburský (19. 11. 1653 Merseburg – 20. 10. 1694 tamtéž), vévoda sasko-merseburský[8][9]
- 4. Mořic Vilém Sasko-Zeitzský (12. 3. 1664 Zeitz – 15. 11. 1718 Weida), vévoda sasko-zeitzský od roku 1681 až do své smrti[10][11]
⚭ 1689 Marie Amálie Braniborská (26. 11. 1670 Berlín – 17. 11. 1739 Schleusingen)[12][13]
- 5. Jan Jiří Sasko-Zeitzský (27. 4. 1665 Moritzburg – 5. 9. 1666 tamtéž)[14]
- 6. Kristián August Saský (9. 10. 1666 Moritzburg – 23. 8. 1725 Řezno), uherský primas-kardinál, ostřihomský arcibiskup[15][16]
- 7. Fridrich Jindřich Sasko-Zeitzský (21. 7. 1668 Moritzburg – 18. 12. 1713 Neustadt an der Orla), vévoda sasko-zeitzsko-pegau-neustadtský od roku 1699 až do své smrti[17][18]
I. ⚭ 1699 Žofie Angelika Württemberská (30. 5. 1677 Bierutów – 11. 11. 1700 Pegau)[19]
II. ⚭ 1702 Anna Frederika Filipina Šlesvicko-Holštýnsko-Sonderbursko-Wiesenburská (4. 7. 1665 Wiesenburg – 25. 2. 1748 Neustadt an der Orla)[20]
- 8. Marie Žofie Sasko-Zeitzská (3. 11. 1670 Moritzburg – 31. 5. 1671 tamtéž)[21][22]
- 9. Magdaléna Sibyla Sasko-Zeitzská (7. 4. 1672 Moritzburg – 20. 8. 1672 tamtéž)[23]
- 10. Vilemína Žofie Sasko-Zeitzská (*/† 1675 Moritzburg)[24]

Dorotea Marie zemřela po porodu desátého dítěte v roce 1675 a Mořic se 14. června 1676 ve Wiesenburgu potřetí oženil s o čtyřiadvacet let mladší Žofií Alžbětou Šlesvicko-Holštýnsko-Sonderbursko-Wiesenburskou, dcerou vévody Filipa Ludvíka Šlesvicko-Holštýnsko-Sonderbursko-Wiesenburského. Manželství zůstalo bezdětné a Mořic po pěti letech v roce 1681 zemřel.

## Vývod z předků
|                      |                                  |  |                                   |                               |  |  |  |  |  |  |  | Jindřich Zbožný |
|                      |                                  |  |                                   |                               |  |  |  |  |  |  |  |                 |
|                      | August Saský                     |  |                                   |                               |  |  |  |  |  |  |  |                 |
|                      |                                  |  |                                   |                               |  |  |  |  |  |  |  |                 |
|                      |                                  |  |                                   | Kateřina Meklenburská         |  |  |  |  |  |  |  |                 |
|                      |                                  |  |                                   |                               |  |  |  |  |  |  |  |                 |
|                      | Kristián I. Saský                |  |                                   |                               |  |  |  |  |  |  |  |                 |
|                      |                                  |  |                                   |                               |  |  |  |  |  |  |  |                 |
|                      |                                  |  |                                   | Kristián III. Dánský          |  |  |  |  |  |  |  |                 |
|                      |                                  |  |                                   |                               |  |  |  |  |  |  |  |                 |
|                      | Anna Dánská                      |  |                                   |                               |  |  |  |  |  |  |  |                 |
|                      |                                  |  |                                   |                               |  |  |  |  |  |  |  |                 |
|                      |                                  |  |                                   | Dorotea Sasko-Lauenburská     |  |  |  |  |  |  |  |                 |
|                      |                                  |  |                                   |                               |  |  |  |  |  |  |  |                 |
|                      | Jan Jiří I. Saský                |  |                                   |                               |  |  |  |  |  |  |  |                 |
|                      |                                  |  |                                   |                               |  |  |  |  |  |  |  |                 |
|                      |                                  |  |                                   | Jáchym II. Hektor Braniborský |  |  |  |  |  |  |  |                 |
|                      |                                  |  |                                   |                               |  |  |  |  |  |  |  |                 |
|                      | Jan Jiří Braniborský             |  |                                   |                               |  |  |  |  |  |  |  |                 |
|                      |                                  |  |                                   |                               |  |  |  |  |  |  |  |                 |
|                      |                                  |  |                                   | Magdalena Saská               |  |  |  |  |  |  |  |                 |
|                      |                                  |  |                                   |                               |  |  |  |  |  |  |  |                 |
|                      | Žofie Braniborská                |  |                                   |                               |  |  |  |  |  |  |  |                 |
|                      |                                  |  |                                   |                               |  |  |  |  |  |  |  |                 |
|                      |                                  |  |                                   | Jiří Braniborsko-Ansbašský    |  |  |  |  |  |  |  |                 |
|                      |                                  |  |                                   |                               |  |  |  |  |  |  |  |                 |
|                      | Sabina Braniborsko-Ansbašská     |  |                                   |                               |  |  |  |  |  |  |  |                 |
|                      |                                  |  |                                   |                               |  |  |  |  |  |  |  |                 |
|                      |                                  |  |                                   | Hedvika Minsterberská         |  |  |  |  |  |  |  |                 |
|                      |                                  |  |                                   |                               |  |  |  |  |  |  |  |                 |
| Mořic Sasko-Zeitzský |                                  |  |                                   |                               |  |  |  |  |  |  |  |                 |
|                      |                                  |  |                                   |                               |  |  |  |  |  |  |  |                 |
|                      |                                  |  | Fridrich I. Braniborsko-Ansbašský |                               |  |  |  |  |  |  |  |                 |
|                      |                                  |  |                                   |                               |  |  |  |  |  |  |  |                 |
|                      | Albrecht Braniborsko-Ansbašský   |  |                                   |                               |  |  |  |  |  |  |  |                 |
|                      |                                  |  |                                   |                               |  |  |  |  |  |  |  |                 |
|                      |                                  |  |                                   | Žofie Jagellonská             |  |  |  |  |  |  |  |                 |
|                      |                                  |  |                                   |                               |  |  |  |  |  |  |  |                 |
|                      | Albrecht Fridrich Pruský         |  |                                   |                               |  |  |  |  |  |  |  |                 |
|                      |                                  |  |                                   |                               |  |  |  |  |  |  |  |                 |
|                      |                                  |  |                                   | Erik I. Brunšvicko-Lüneburský |  |  |  |  |  |  |  |                 |
|                      |                                  |  |                                   |                               |  |  |  |  |  |  |  |                 |
|                      | Anna Marie Brunšvicko-Lüneburská |  |                                   |                               |  |  |  |  |  |  |  |                 |
|                      |                                  |  |                                   |                               |  |  |  |  |  |  |  |                 |
|                      |                                  |  |                                   | Alžběta Braniborská           |  |  |  |  |  |  |  |                 |
|                      |                                  |  |                                   |                               |  |  |  |  |  |  |  |                 |
|                      | Magdalena Sibylla Pruská         |  |                                   |                               |  |  |  |  |  |  |  |                 |
|                      |                                  |  |                                   |                               |  |  |  |  |  |  |  |                 |
|                      |                                  |  |                                   | Jan III. Klevský              |  |  |  |  |  |  |  |                 |
|                      |                                  |  |                                   |                               |  |  |  |  |  |  |  |                 |
|                      | Vilém z Jülich-Cleves-Bergu      |  |                                   |                               |  |  |  |  |  |  |  |                 |
|                      |                                  |  |                                   |                               |  |  |  |  |  |  |  |                 |
|                      |                                  |  |                                   | Marie z Jülichu-Bergu         |  |  |  |  |  |  |  |                 |
|                      |                                  |  |                                   |                               |  |  |  |  |  |  |  |                 |
|                      | Marie Eleonora Klevská           |  |                                   |                               |  |  |  |  |  |  |  |                 |
|                      |                                  |  |                                   |                               |  |  |  |  |  |  |  |                 |
|                      |                                  |  |                                   | Ferdinand I. Habsburský       |  |  |  |  |  |  |  |                 |
|                      |                                  |  |                                   |                               |  |  |  |  |  |  |  |                 |
|                      | Marie Habsburská                 |  |                                   |                               |  |  |  |  |  |  |  |                 |
|                      |                                  |  |                                   |                               |  |  |  |  |  |  |  |                 |
|                      |                                  |  |                                   | Anna Jagellonská              |  |  |  |  |  |  |  |                 |
|                      |                                  |  |                                   |                               |  |  |  |  |  |  |  |                 |